# Ятовты (Берестовицкий район)
Ятовты (бел. Ятаўты) — деревня в Берестовицком районе Гродненской области Беларуси. Входит в состав Пограничного сельсовета.

## География
Деревня находится в западной части Гродненской области, к северу от автодороги Р-99, на расстоянии приблизительно 6 километров (по прямой) к юго-юго-востоку от городского посёлка Большая Берестовица, административного центра района. Абсолютная высота — 156 метров над уровнем моря. Площадь населённого пункта — 0,2459 км².

## История
По состоянию на 1905 год, в Ятовтах проживало 243 человека. В административном отношении деревня входила в состав Свислочской волости Волковысского уезда Гродненской губернии.
Согласно Рижскому мирному договору (1921), деревня вошла в состав межвоенной Польши. Входила в состав гмины Свислочь Волковысского повета Белостокского воеводства. В 1921 году числилось 85 жителей, проживавших в 18 домах. В этническом составе населения того периода белорусы составляли 100 %. В конфессиональном составе населения преобладали православные христиане (95,3 %) и католики (4,7 %).
С 1939 года в БССР. До 2003 года входила в состав Кваторского сельсовета.

## Население
По данным переписи 2019 года, в деревне проживало 36 человек.
| Год  | Население, человек |
| ---- | ------------------ |
| 1905 | 243                |
| 1921 | ↘ 85               |
| 2009 | ↘ 46               |
| 2019 | ↘ 36               |